# Bodil Due
Bodil Due (født 1942) er tidligere dekan for Det Humanistiske Fakultet ved Århus Universitet, 1999-2011 og fra 2011 rådgiver for ledelsen.

Hun er uddannet cand.mag. i klassisk filologi, 1967 og dr.phil. 1990
Ridder af Dannebrogordenen i 2008.

## Udgivelser
- "Hærværk og helligbrøde", i Sfinx, vol. 29. årg. nr. 4, 2006
- The Novel in the Ancient World, 1996
- "De græske taler", klassikerforeningens oversigter, 1995
- Pantheia og Abradatas, 1989
- The Cyropaedia, Xenophon's Aims and Methods, 1989
- "Xenophon", klassikerforening oversigter, 1989
- Bidragyder til Det Græske Teater, 1985
- Bidragyder til Det Athenske Demokrati, 1985
- Antiphon, A Study in Argumentation, 1980
- Artikler i internationale og danske fagtidsskrifter om græsk litteratur og historie, og bidraget til Danmarks Nationalleksikon
- "Sprog er nøglen til verden", anbefalinger fra arbejdsgruppen for uddannelse i fremmedsprog